# 35427 Chelseawang
35427 Chelseawang è un asteroide della fascia principale. Scoperto nel 1998, presenta un'orbita caratterizzata da un semiasse maggiore pari a 2,4308723 au e da un'eccentricità di 0,1556957, inclinata di 2,22160° rispetto all'eclittica.